# Hebenstretia
- Commons
- Wikispecies

Hebenstretia L. é um género botânico pertencente à família Scrophulariaceae.

## Sinonímia
- Hebenstreitia L.

## Espécies
- Hebenstretia alba
- Hebenstretia albiflora
- Hebenstretia anomala
- Hebenstretia augusta
- Hebenstretia aurea
- Hebenstretia dentata
- «Lista completa»

## Classificação do gênero
| Sistema | Classificação                        | Referência               |
| ------- | ------------------------------------ | ------------------------ |
| Linné   | Classe Didynamia, ordem Angiospermia | Species plantarum (1753) |